# Jacob Bruun Larsen
Jacob Bruun Larsen (født 19. september 1998) er en dansk fodboldspiller, som spiller for engelske Burnley F.C.. Hertil kom han i juli 2025 efter at have spillet i VfB Stuttgart siden vinteren 2025. Han har i perioder været udlejet til andre klubber.
Han blev efterudtaget til det danske OL-landshold ved OL i Rio, har spillet en lang række kampe på U-landsholdene og fik debut på A-landsholdet 21. marts 2019.

## Karriere

### Dortmund
Jacob Bruun Larsen spillede for Lyngby Boldklub, hvorfra han i januar 2015 som blot 16-årig blev hentet til den tyske storklub Borussia Dortmund. Her spillede han først på U/17-holdet, men har også spillet på U/19-holdet samt fået nogle få minutter i træningskampe med førsteholdet.
26. oktober 2016 debuterede Jacob Bruun på Dortmunds førstehold, da han var i startopstillingen i en pokalkamp mod Union Berlin. I marts 2017 underskrev han midt i en skadesperiode en aftale med klubben, så den løb frem til sommeren 2021. Han debuterede i bundesligaen, da han kom ind i 83. minut mod Hamburger SV 20. september 2017.

### Stuttgart
Han blev i foråret 2018 udlejet til VfB Stuttgart, hvor han fik fire kampe på klubbens førstehold. I sommeren 2018 var han tilbage i Dortmund, og han fik snart chancen på førsteholdet. Da Dortmund 26. september 2018 mødte 1. FC Nürnberg i Bundesligaen og vandt 7-0, scorede Bruun det første mål (og dermed sit første bundesligamål) og lagde op til et mere. Kort efter debuterede han i Champions League og scorede kampens første mål i 3-0 sejren over AS Monaco.

### Hoffenheim
I 2019-2020-sæsonen kneb det med spilletider hos Dortmund, og på transfervinduets sidste dag i januar 2020 skiftede han til TSG 1899 Hoffenheim.

### Anderlecht
Det blev dog heller ikke her til specielt meget spilletid for Bruun Larsen, så i januar 2021 blev han udlejet til RSC Anderlecht.
Opholdet i Anderlecht blev kort, idet han ikke overbeviste klubben om, at man skulle satse på ham. Derfor vendte han tilbage til Hoffenheim i sommeren 2021.

### Burnley
I sommeren 2023 blev han udlejet for den følgende sæson til den engelske Premier League-klub Burnley F.C.

### Landshold
Bruun Larsen har spillet på alle ungdomslandshold fra U/16 for Danmark, og han blev efter mange afbud indkaldt til OL i Rio 2016. Her debuterede han på holdet, da han blev skiftet ind i anden halvleg mod Irak, og det samme gjorde han i kampen mod Sydafrika, hvor han lagde op til Robert Skovs sejrsmål.
Fra 2017 blev han fast mand på U/21-landsholdet og var med til at sikre deltagelsen i slutrunden om U/21-EM 2019, da han scorede det første mål i den sidste kvalifikationskamp mod Færøerne U/21 i sejren på 3-0 16. oktober 2018. Han var også med ved selve slutrunden, hvor han spillede alle Danmarks tre kampe og scorede første mål i sejren over Serbien U/21 i 2-0-sejren.
Han spillede desuden syv af Danmarks ti kvalifikationskampe forud for slutrunden om U/21-EM 2021 og var med i selve slutrunden.
Jacob Bruun Larsen blev første gang udtaget til A-landsholdstruppen 18. marts 2019, og han fik debut i venskabskampen mod Kosovo 21. marts samme år, hvor han var i startopstillingen. Han scorede sit første A-landsholdsmål i EM-kvalifikationskampen mod Færøerne 12. november 2021.